# جاتاكو بولج

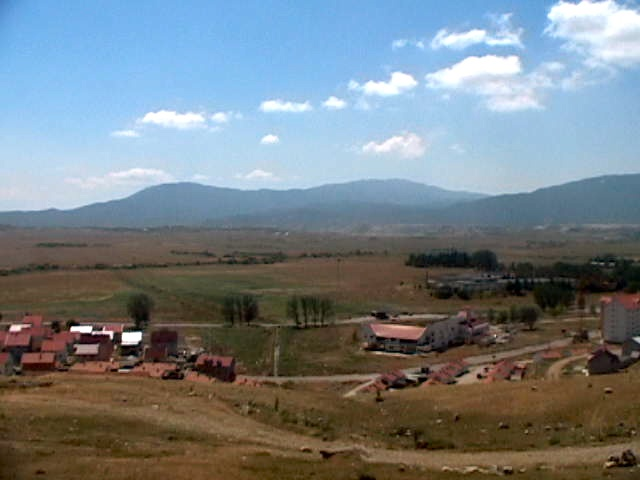

جاتاكو بولج (أو حقل جاتاكو نسبةً إلى قرية جاكو)، وهو حقل كارستي ضمن بلدية جاكو في البوسنة والهرسك.  ويغطي مساحة 57-60 كم²، أي حوالي 24 كم في الطول، و 3.6 كم في العرض، في الاتجاه الشمالي الغربي-الجنوبي الشرقي . يقع بين جبال بيلاسنيكا وليبرسنيك على ارتفاع يتراوح بين 930 و 1000 متر. ويوجد بئران جوفيان فيهما وهما: بئر جراكانيكا وبئر موسنيكا. والمنطقة الأكبر المأهولة بالسكان فيه هي قرية جاكو. على جوانب الحقل تتواجد الجبال  ومفترق مياه لتوزيع المياه على بحيرة ترابشنيوتشيه وبحيرة كلينج، وحديقة ساتجيسكا الوطنية. والحقل يتم استخدامه للزراعة وتربية المواشي.